# 日本温泉科学会
一般社団法人 日本温泉科学会（にほんおんせんかがくかい、英語: The Japanese Society Of Hot Spring Sciences (JHSS)）は、日本の学術研究団体の一つ。1940年11月9日設立。
温泉に関する諸々の科学的研究調査を推進し、温泉に関わる施策の基礎確立に寄与することを目的としている。
学術研究団体としての種別は単独学会。国内においては日本地球惑星科学連合に、国際学術連合体としては国際温泉科学会に加入している。

## 沿革
- 1939年 - 温泉研究談話会発足。
- 1941年 - 日本温泉科学会発足。
- 2017年 - 一般社団法人日本温泉科学会設立。

## 刊行物

### 温泉科学
- 誌名（和文）：温泉科学
- 誌名（欧文）：Journal of Hot Spring Sciences
- 創刊年：1939
- 資料種別：ジャーナル（査読付き論文を含む）
- 使用言語：日英混在
- 発行形態：印刷体、その他電子体
- 著作権帰属先：学会
- クリエイティブコモンズ：定めていない
- 購読：有料